# Fimbristylis stolonifera
Fimbristylis stolonifera är en halvgräsart som beskrevs av Charles Baron Clarke. Fimbristylis stolonifera ingår i släktet Fimbristylis och familjen halvgräs. Inga underarter finns listade i Catalogue of Life.